# Andryala arenaria subsp. parvipila
Andryala arenaria subsp. parvipila é uma subespécie de planta com flor pertencente à família Asteraceae. 
A autoridade científica da subespécie é Franco, tendo sido publicada em Nova Fl. Portugal 2: 543, 574 (1984).

## Portugal
Trata-se de uma subespécie presente no território português, nomeadamente em Portugal Continental.
Em termos de naturalidade é nativa da região atrás indicada.

## Protecção
Não se encontra protegida por legislação portuguesa ou da Comunidade Europeia.